# Gudas
Gudas település Franciaországban, Ariège megyében. Lakosainak száma 197 fő (2022. január 1.). Gudas L’Herm, Saint-Félix-de-Rieutord, Saint-Jean-de-Verges, Ségura, Ventenac és Dalou községekkel határos.

## Népesség
A település népességének változása:
| Lakosok száma | 87   | 73   | 86   | 131  | 162  | 178  | 183  | 202  | 201  | 197  |
|               | 1968 | 1982 | 1990 | 2006 | 2013 | 2015 | 2017 | 2019 | 2020 | 2022 |